# Rudolphe Wittwer
Rudolphe Wittwer (?, 1898. október 25. – ?, 1987. január 5.) svájci nemzeti labdarúgó-játékvezető.

## Pályafutása

### Nemzeti játékvezetés
Az I. Liga játékvezetőjeként vonult vissza.

#### Nemzeti kupamérkőzések
Vezetett kupadöntők száma: 1.

##### Svájci labdarúgókupa
| Időpont          | Helyszín                   | Mérkőzés típusa | Mérkőzés                             | Eredmény | Nézők száma |
| ---------------- | -------------------------- | --------------- | ------------------------------------ | -------- | ----------- |
| 1933. április 9. | Hardturm Stadion, Zürich   | döntő           | FC Basel–Grasshopper Club Zürich     | 4 – 3    | 15 000      |
| 1935. május 19.  | Pontaise Stadion, Lausanne | döntő           | FC Lausanne-Sport–FC Nordstern Basel | 10 – 0   | 10 000      |